# Sokoto (stad)
Sokoto is een stad in Nigeria en is de hoofdplaats van de gelijknamige staat Sokoto. Bestuurlijk is de stad opgedeeld in twee Local Government Area's (LGA): Sokoto North en Sokoto South. Samen hadden die in 2006 een bevolking van 430.698 en in 2016 naar schatting een bevolking van 581.000, en dit op een oppervlakte van 51 km².
De stad is een landbouwcentrum met als voornaamste gewassen: gierst, maïs, cassave, rijst en aardappelen.

## Geschiedenis
De geschiedenis van de stad gaat mogelijk terug tot de 17e eeuw. De stad werd gebouwd op een hoger gelegen terrein bij de samenvloeiing van de Rima en de Sokoto. Sokoto werd aan het begin van de 19e eeuw de hoofdstad van het Kalifaat Sokoto. Toen ontdekkingsreiziger Hugh Clapperton in 1827 de stad bezocht was die op haar hoogtepunt en werden er rijkdommen uit de omliggende gebieden verzameld werden. Toen Heinrich Barth in 1853 in Sokoto was, beschreef hij een dunbevolkte stad van ongeveer 20.000 inwoners en weinig marktactiviteit. Britse troepen namen op 13 maart 1903 de stad in, nadat ze eerder dat jaar al Kano hadden veroverd op het kalifaat. In 1967 werd Sokoto de hoofdstad van de Nigeriaanse deelstaat North-Western. In 1976 werd de deelstaat Niger opgericht met Sokoto als hoofdstad. In de jaren 1990 werd Sokoto een aparte deelstaat.

## Klimaat
Sokoto ligt op de grens tussen Sahara en Sahel en heeft een warm steppeklimaat. De regentijd duurt van juni tot en met september. De warmste maanden zijn maart, april en mei met temperaturen tot boven de 40° C.

## Religie
De bevolking is overwegend islamitisch. De sultan van Sokoto geldt als de spirituele leider van de Nigeriaanse moslims.
Sokoto is de zetel van een rooms-katholiek bisdom.

## Geboren
- Shehu Abdullahi (1993), voetballer

## Galerij

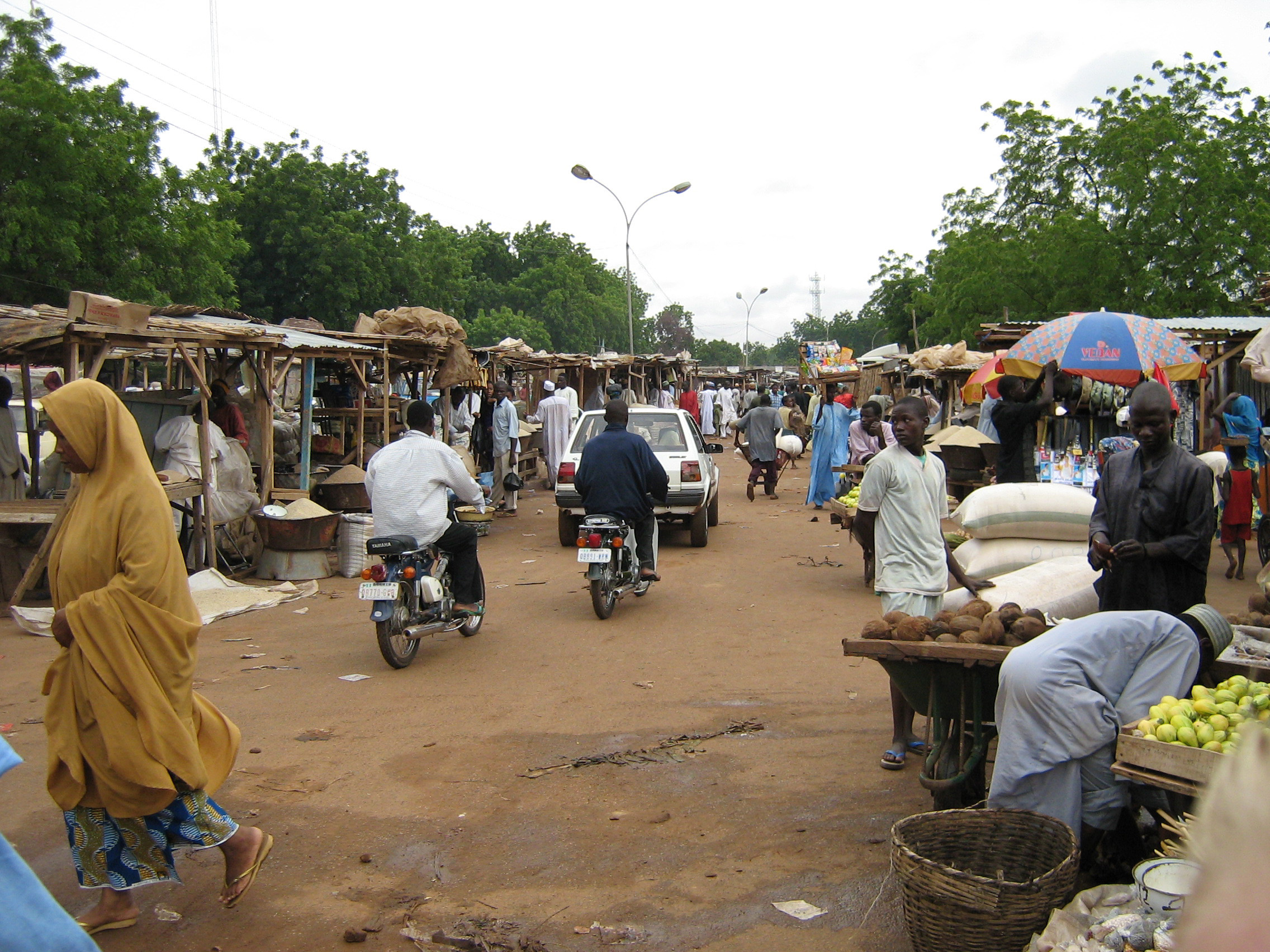
Straatbeeld
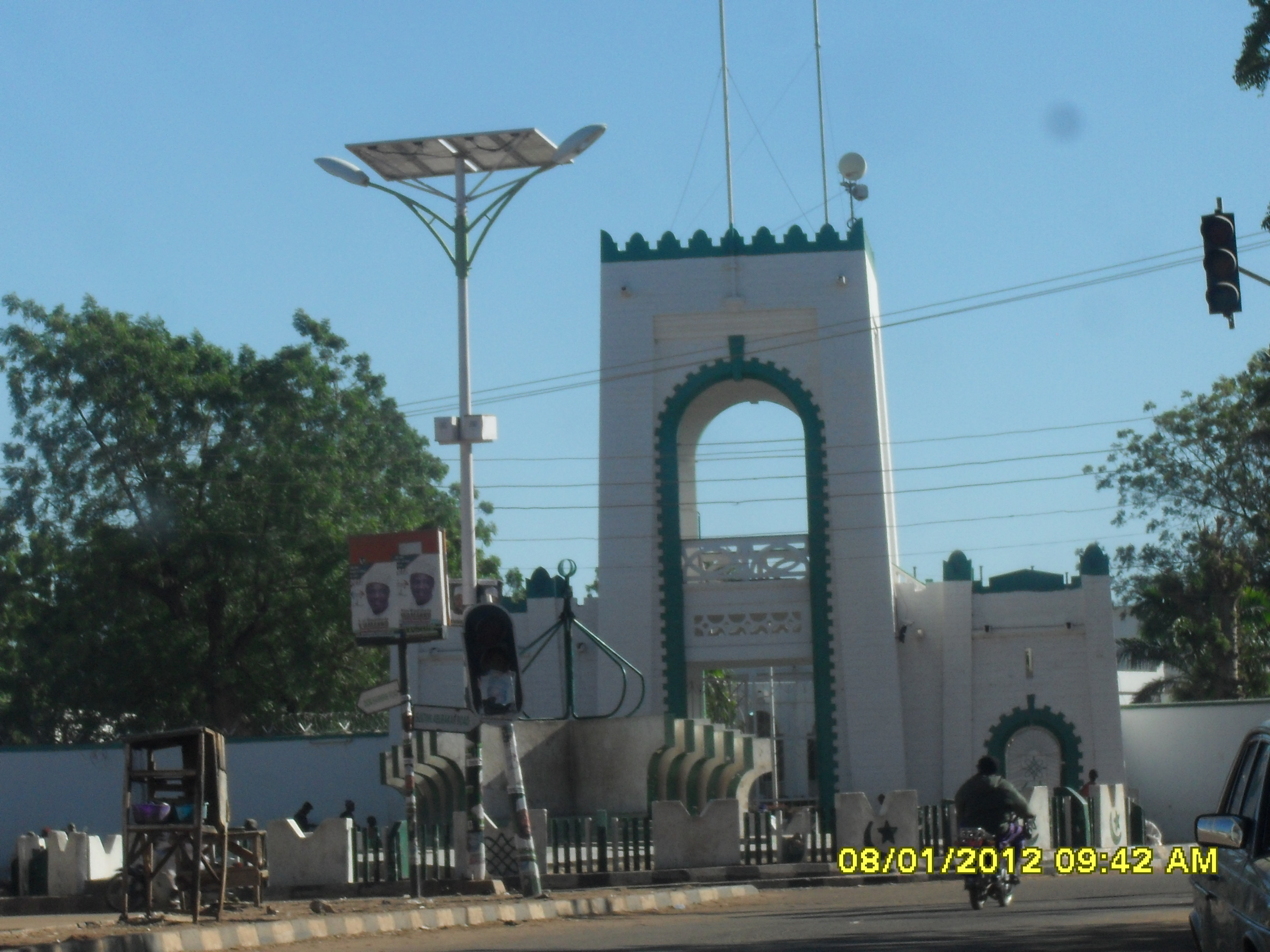
Het paleis van de sultan van Sokoto